# Мерц, Шарлотта
Шарлотта Мерц (в девичестве Гасс; род. 1961, Саар, ФРГ) — немецкий юрист, судья, с 2025 года — директор районного суда Арнсберга. Жена федерального канцлера Германии Фридриха Мерца.

## Биография
Шарлотта Мерц родилась в 1961 году в земле Саар в семье юристов: её дед и отец были адвокатами, а тётя — судьёй. Она изучала право в Бонне, где в 1980 году познакомилась с Фридрихом Мерцем. В 1981 году они поженились. У супругов трое детей, семья живёт в Арнсберге, в районе Нидераймер.
Мерц поддерживает дружбу с журналисткой Франкой Лефельдт, в связи с чем была приглашена на её свадьбу с министром финансов Кристианом Линднером.
В мае 2024 года она оказалась в центре скандала, когда помешала комику Луцу ван дер Хорсту взять интервью у её мужа для сатирической передачи ZDF heute-show. Представитель Немецкого союза журналистов Хендрик Цёрнер заявил: «Учить журналистов манерам — это возмутительно». Der Spiegel предположил, что её публичность может быть частью стратегии по привлечению женского электората.

## Личные убеждения
Шарлотта Мерц — протестантка, входит в синодальный совет церковного округа Зост-Арнсберг и состоит в Христианско-демократическом союзе (ХДС).
В интервью 2025 года она заявила, что не собирается оставлять работу в суде: «Я намерена продолжать свою жизнь как обычно».